# Willeysthenelais suluensis
Willeysthenelais suluensis är en ringmaskart som beskrevs av Pettibone 1971. Willeysthenelais suluensis ingår i släktet Willeysthenelais och familjen Sigalionidae. Inga underarter finns listade i Catalogue of Life.